# José Francisco Varela Crujo
José Francisco Varela Crujo (Beja, 23 de outubro de 1956 — Beja, 25 de dezembro de 1987) foi um cavaleiro tauromáquico português. 
Filho do ganadeiro José Crujo, recebeu a alternativa de cavaleiro tauromáquico em 1977, das mãos de David Ribeiro Telles, frente a toiros da ganadaria Ortigão Costa. A 11 de agosto de 1983, ao atuar na Praça de Touros do Campo Pequeno, uma investida do toiro de Pontes Dias que lidava, projetou-o do cavalo, fazendo-o cair desamparado e bater com a cabeça no solo. Em consequência, ficou em estado de coma até à morte, que viria a ocorrer quatro anos e quatro meses depois.